# McFarland: Útěk před chudobou
McFarland: Útěk před chudobou (v anglickém originále McFarland, USA nebo McFarland) je americký sportovní a dramatický film z roku 2015. Režie se ujala Niki Caro a scénáře Christopher Cleveland, Bettina Gilois a Grant Thompson. Hlavní role hrají Kevin Costner, Maria Bello a Morgan Saylor. Film je natočený podle skutečných událostí. Premiéra ve Spojených státech proběhla dne 20. února 2015. V České republice nebyl promítán v kinech.

## Obsazení
- Kevin Costner jako Jim White
- Maria Bello jako Cheryl White
- Morgan Saylor jako Julie White
- Carlos Pratts jako Thomas Valles
- Elsie Fisher jako Jamie White
- Johnny Ortiz jako Jose Cardenas
- Hector Duran jako Johnny Sameniego
- Sergio Avelar jako Victor Puentes
- Michael Aguero jako Damacio Diaz
- Rafael Martinez jako David Diaz
- Ramiro Rodriguez jako Danny Diaz
- Diana-Maria Riva jako Señora Diaz
- Vanessa Martínez jako Maria Marsol
- Martha Higareda jako Lupe
- Valente Rodriguez jako ředitel Camillo
- Chris Ellis jako trenér Jenks
- Eloy Casados jako Dale Padilla
- Natalia Cordova-Buckley jako Señora Valles

## Přijetí

### Tržby
Film vydělal 44,5 milionů dolarů v Severní Americe a 1,2 milionů dolarů v ostatních oblastech, celkově tak vydělal 45,7 milionů dolarů po celém světě. Rozpočet filmu činil 25 milionů dolarů. Za první víkend docílil čtvrté nejvyšší návštěvnosti, kdy vydělal 11 milionů dolarů.

### Recenze
Na recenzní stránce Rotten Tomatoes získal ze 120 započtených recenzí 80 procent s průměrným ratingem 6,7 bodů z deseti. Na serveru Metacritic snímek získal z 32 recenzí 60 bodů ze sta. Na Česko-Slovenské filmové databázi si snímek ke 2. srpnu 2018 drží 77 procent.

## Nominace
Film získal nominaci na cenu Teen Choice Awards v kategorii nejlepší filmové drama. Scenáristé získali nominaci na cenu Image Awards v kategorii nejlepší filmový scénář. Carlos Pratts získal cenu Imagen Foundation Awarsd v kategorii nejlepší mužský herecký výkon ve vedlejší roli a film získal cenu za nejlepší film.